# Talamancaheros
Talamancaheros — рід цихлід, що зустрічається в швидких та з помірною течією річках на тихоокеанських схилах гір Таламанка в Коста-Риці та на заході Панами. Виростають до 25 см стандартної довжини.

## Види і систематика
Станом на кінець 2020 року рід містив два визнані види:
- Talamancaheros sieboldii (Kner, 1863) (англійська назва: Siebold's cichlid)
- Talamancaheros underwoodi (Regan, 1906)

До того, як рід Talamancaheros був визнаний, ці види зараховувались до складу інших родів, серед яких Cichlasoma, Heros, Theraps, Tomocichla та інші, але вони не виявляють тісної спорідненості із жодним із них. Найближчим родичем Talamancaheros є Isthmoheros tuyrensis.
До 2016 року T. underwoodi вважався однією з популяцій T. sieboldii.